# PalaPellini
Il PalaPellini è un complesso sportivo situato a Perugia, Umbria. Dispone di una capacità di circa 800 posti a sedere ed ha una superficie totale di 3.000 mq.
In questa struttura si svolgono le partite della Serie A Dilettanti di pallacanestro. Le partite in casa del Basket Centro Perugia vengono giocate nel PalaPellini, attualmente nel campionato di Serie A Dilettanti FIP 2009-2010.